# Maria de Mecklenburg-Schwerin (Maria Pavlovna a Rusiei)
Marea Ducesă Maria de Mecklenburg-Schwerin (mai târziu Marea Ducesă Maria Pavlovna a Rusiei, cunoscută ca "Miechen" sau "Maria Pavlovna cea Bătrână"; 14 mai 1854 – 6 septembrie 1920), a fost fiica Marelui Duce Friedrich Franz II de Mecklenburg-Schwerin și a Prințesei Augusta de Reuss-Köstritz.

## Biografie

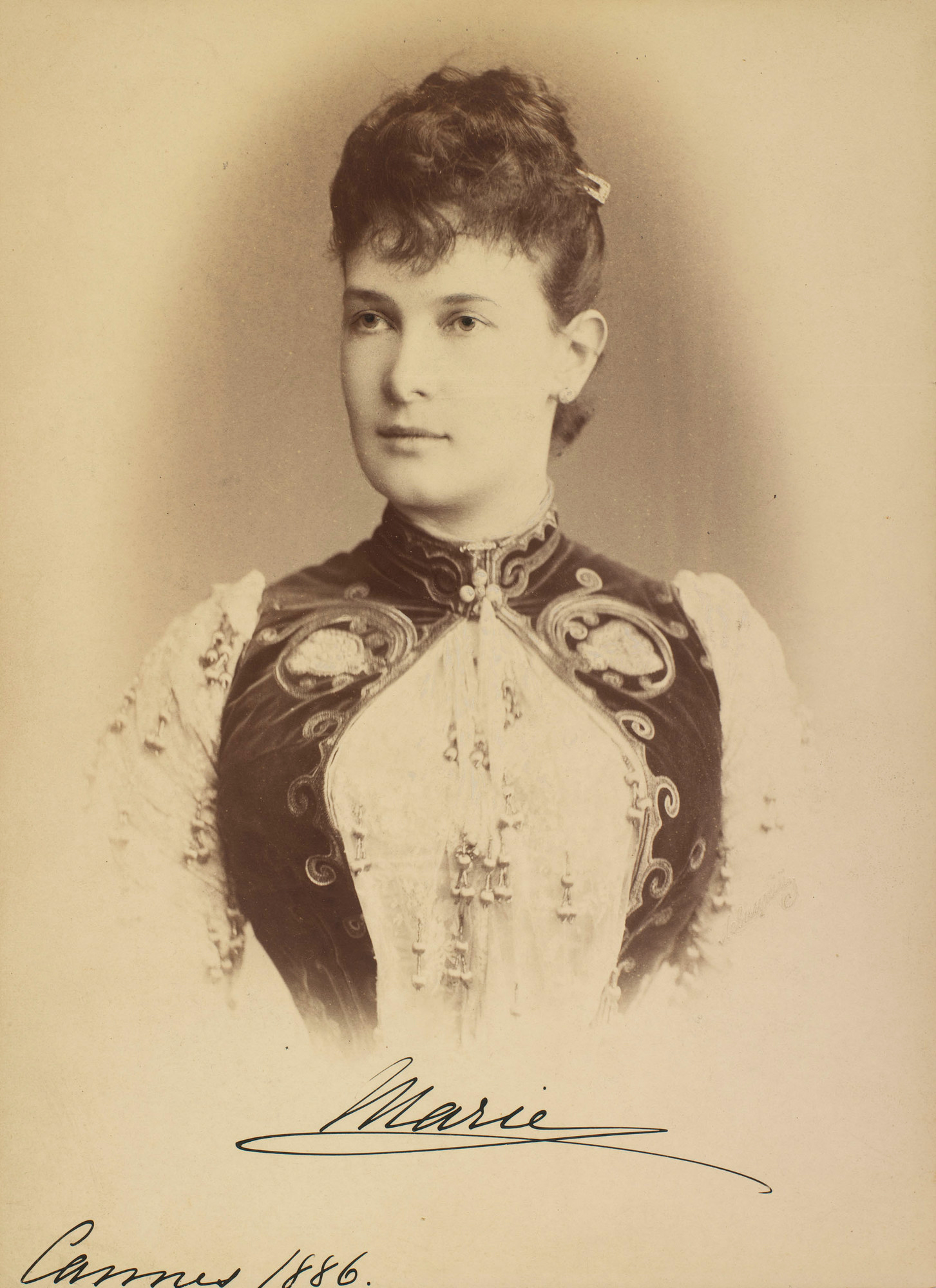
Maria de Mecklenburg-Schwerin

Marie Alexandrine Elisabeth Eleonore s-a născut la Castelul Ludwigslust ca ducesă a Marelui Ducat de Mecklenburg, fiică a lui Frederick Francisc al II-lea, Mare Duce de Mecklenburg-Schwerin și a primei lui soții, Prințesa Augusta de Reuss-Köstritz (1822–1862). Avea opt ani când mama ei a murit. Tatăl ei s-a mai căsătorit de două ori.
Maria avea trei frați buni și încă cinci frați vitregi din cele două căsătorii ale tatălui ei. Bunica paternă, Prințesa Alexandrine a Prusiei, a fost fiica regelui Frederic Wilhelm al II-lea al Prusiei. Tot pe linie paternă era stră-strănepoata Țarului Pavel I al Rusiei.

### Căsătorie și copii
S-a căsătorit la 28 august 1874 cu vărul ei de gradul al doilea, Marele Duce Vladimir Alexandrovici al Rusiei (22 aprilie 1847 – 17 februarie 1909), care era al treilea fiu al Țarului Alexandru al II-lea al Rusiei. Ea a fost logodită cu altcineva însă logodna a fost ruptă imediat ce l-a întâlnit pe Vladimir. A durat trei ani până li s-a permis să se căsătorească, ea fiind crescută în religia luterană și refuzând să se convertească la ortodoxism. În cele din urmă Țarul Alexandru al II-lea a fost de acord să-i permită lui Vladimir să se căsătorească fără să mai insiste ca ea să treacă la ortodoxism.

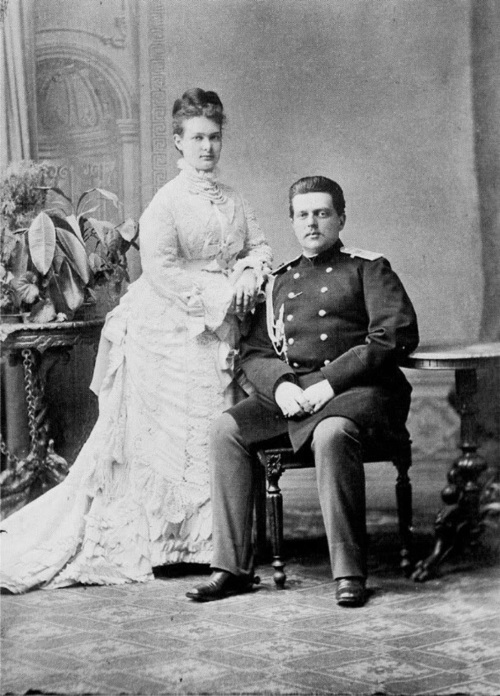
Maria de Mecklenburg-Schwerin și logodnicul ei, Marele Duce Vladimir Alexandrovici al Rusiei

După căsătorie ea a luat numele rus de Maria Pavlovna a Rusiei - numele după care este cunoscută. Maria a rămas luterană în cea mai mare a căsătoriei ei, însă mai târziu s-a convertit la ortodoxie, unii au spus pentru a-i da fiul ei Kirill o șansă mai bună la tron. Cuplul a avut patru fii și o fiică.
În timpul vieții ei în Rusia, ea a locuit la palatul Vladimir al soțului ei în faimosul aristocratic Palat Embankment situat oe râul Neva. În 1909, soțul ei a murit iar ea i-a succedat ca președinte al Academiei de Arte Frumoase.
Curtea ei era în ultimii ani de domnie ai nepotului ei Țarului Nicolae al II-lea cea mai cosmopolită și populară din capitală.
Marea Ducesă a fost personal în contradicție cu țarul și țarina. Ea nu era singurul Romanov care se temea că împărăteasa ar "fi singurul conducător al Rusiei", după ce Nicolae a preluat comanda supremă a armatelor ruse la 23 august 1915 (stil vechi). Robert Massie susține că împreună cu fiii ei, ea a intenționat o lovitură de stat împotriva țarului în iarna 1916-1917, care ar fi forțat abdicarea și înlocuirea țarului cu fiul lui Țareviciul Alexei, și fiul ei, Marele Duce Kiril Vladimirovici al Rusiei ca regent. Nu există nici o dovadă documentară pentru a sprijini acest lucru, deși ea a spus președintelui Dumei, Mihail Rodzianko, că împărăteasa trebuie să fie "anihilată".
Cuplul a avut cinci copii:

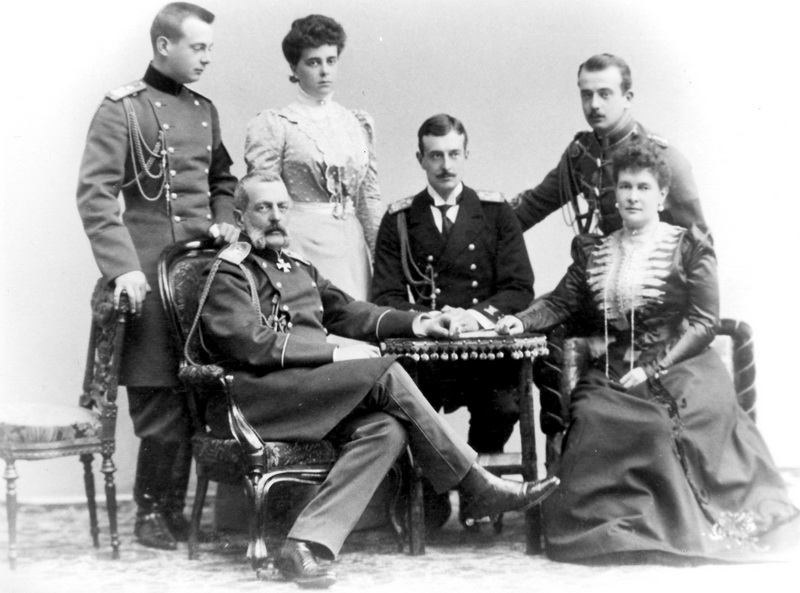
Maria alături de familia ei, ca 1904

- Marele Duce Alexandru Vladimirovici (31 august 1875 - 16 martie 1877)
- Marele Duce Kiril Vladimirovici (12 octombrie 1876—12 octombrie 1938).
- Marele Duce Boris Vladimirovici (1877-1943)
- Marele Duce Andrei Vladimirovici (1879-1956)
- Marea Ducesă Elena Vladimirovna  (1882-1957) care s-a căsătorit cu Prințul Nicolae al Greciei, al treilea fiu al regelui George I al Greciei și a Marii Ducese Olga Constantinovna a Rusiei.

Fiul cel mare și moștenitorul lui Vladimir, Marele Duce Kiril Vladimirovici s-a căsătorit în 1905 cu verișoara lui primară Victoria Melita de Saxa-Coburg și Gotha, fiica surorii lui Vladimir, Maria. Căsătoria a fost dezaprobată de Țarul Nicolae al II-lea iar Kiril a fost exilat și deposedat de titluri imperiale. Acest tratament al fiului său a creat tensiuni între Vladimir și Țar. Câteva decese în familia imperială l-au pus pe Kiril al treilea în linia de succesiune la tronul imperial iar Nicolae a acceptat reacordarea titlurilor imperiale lui Kiril și acordarea titlului de Mare Ducesă soției lui.
Toți copii ei au scăpat din Rusia revoluționară. Boris a trăit în exil la Paris alături de amanta sa. Andrei s-a căsătorit cu amanta sa Mathilde Kschessinska în 1921 și a avut un fiu. Elena a avut trei fiice, dintre care cea mică a devenit prin căsătorie Ducesă de Kent.

### Evadarea din Rusia revoluționară

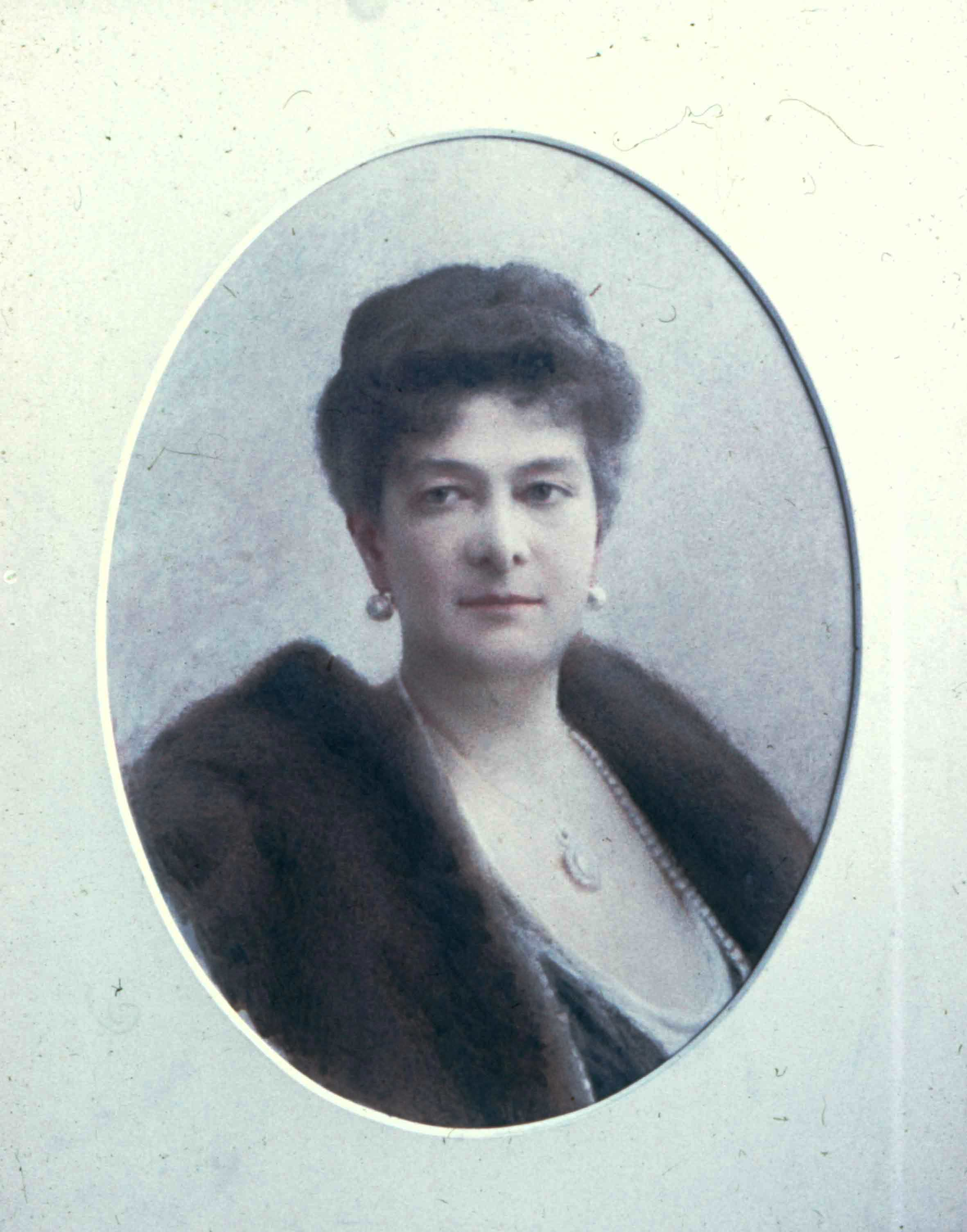
Portret al Mariei de Emil Wiesel

Marea Ducesă a avut renumele de a fi fost ultimul dintre Romanov care a scăpat din Rusia revoluționară, precum și primul care a murit în exil. Ea a rămas în Caucazul sfâșiat de război, cu cei doi fii ai mai mici de-a lungul anilor 1917 și 1918 și încă cu speranța ca fiul ei cel mare Kiril să devină țar. Cum bolșevicii se apropiau, grupul a scăpat la bordul unui vas pescăresc în 1918 plecând la Anapa. Maria a petrecut 14 luni la Anapa, refuzând să părăsească Rusia. În cele din urmă a fost de acord să plece atunci când un general al Armatei Albe a avertizat-o că a fost pierdut războiul civil.
Maria, fiul ei Andrei, amanta lui Andrei și fiul lor Vladimir, au plecat în Italia, la Veneția, la 13 februarie 1920. De la Veneția ea a plecat în Elveția, apoi în Franța, unde sănătatea ei s-a înrăutățit. A murit la 6 septembrie 1920, la vârsta de 66 de ani, înconjurată de familie.
Cu ajutorul unui prieten de familie englez renumita ei colecție de bijuterii a fost scoasă din Rusia într-un bagaj diplomatic. După decesul ei, colecția de bijuterii a fost împărțită între copii ei: Marle Duce Kiril perlele, Boris smaraldele, Andrei rubinele și singura ei fiică, Elena, diamantele. Unul dintre smaraldele din colecția Marii Ducese s-a aflat în posesia actriței Elizabeth Taylor. O altă parte a colecției de bijuterii a fost încredințată în 1918 legației suedeze la Petrograd de către un confident al Marii Ducese, profesorul ei de desen Richard Bergholz, în două fețe de pernă cusute. Marea Ducesă a murit înainte de a le putea recupera, nu știe unde sunt.

În august 2009, Ministerul Afacerilor Externe al Suediei a raportat că bijuteriile erau în arhivele sale din Stockholm, care au fost desigilate în 1952, dar nu au mai putut fi găsite decât șaizeci de tabachere și butoni de la casa Fabergé sau casa suedeză Bulin, toate din aur sau argint și cu pietre prețioase. Guvernul suedez le-a donat descendenților.